# Fabien Sevitzky
Fabien Sevitzky (Vyšnij Voločëk, 29 settembre 1891 – Atene, 3 febbraio 1967) è stato un direttore d'orchestra e contrabbassista russo naturalizzato statunitense.

## Biografia
Era nipote del contrabbassista e direttore d’orchestra Serge Koussevitsky, che sembra avesse chiesto al nipote di usare una versione troncata del cognome.
Iniziò la sua attività musicale come contrabbassista a Mosca. Nel 1922 suonò con l’Orchestra Filarmonica di Varsavia, per poi emigrare in Messico e, nel 1923, negli Stati Uniti, dove il suo primo ingaggio fu come contrabbassista della Philadelphia Orchestra.
Diresse come direttore ospite la Los Angeles Philharmonic e la Washington Summer Concerts Orchestra, così come varie orchestre sinfoniche a Parigi, Berlino, Vienna e Varsavia. Dal 1934 al 1936 diresse la People’s Symphony Orchestra di Boston e, dal 1937 al 1955, dopo aver diretto l’orchestra per la prima volta nel 1936, fu Direttore Musicale dell’Orchestra Sinfonica di Indianapolis  .
Dal 1941 l’orchestra intraprese diversi progetti discografici, prima con la RCA Victor e poi, dal 1946 al 1953, con la Capitol Records. In quel periodo l’orchestra registrava al Murat Theatre.
Dal 1956 al 1962 fu direttore della Florida Philharmonic Orchestra.
Nel 1959 sposò l’arpista dell’orchestra di Indianapolis, Mary Spaulding, e la coppia si trasferì a Miami, dove divennero entrambi insegnanti all’Università di Miami . Sevitzky cominciò a dirigere l’orchestra dell’università poco dopo il suo arrivo come docente e ne divenne direttore musicale nel 1963.
Fu un grande sostenitore della musica di William Grant Still, dirigendo la prima esecuzione dell’Opera Highway 1, U.S.A. nel 1960 e commissionando il brano Threnody: In Memory of Jan Sibelius.
Morì improvvisamente nel 1967, mentre dirigeva ad Atene.
Sua moglie, sotto il nome di Mary Spaulding Portanova, è l’autrice del testo "Music Is Beauty". The Black Perspective in Music.
Nel 1960 ispirò la storia del film  Ancora una volta con sentimento.